# Jon Schaffer
Jon Ryan Schaffer (Franklin, Indiana, 15 de marzo de 1968) es un guitarrista y compositor estadounidense, reconocido por ser el fundador y el único miembro original activo de la banda de thrash metal Iced Earth.

## Carrera

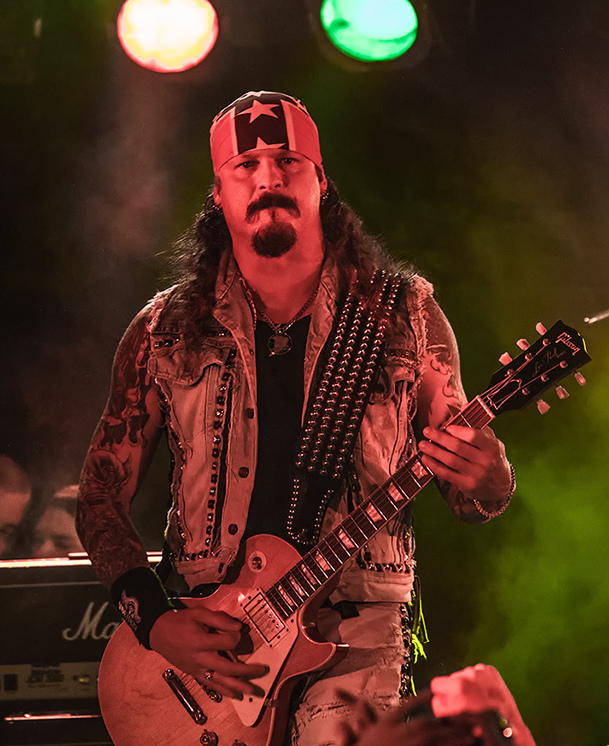
Jon Schaffer tocando con Iced Earth en 2012

A los catorce años, Jon obtuvo su primera guitarra y empezó a componer música. A los 16 se mudó a Tampa, Florida, con el fin de iniciar una banda. En 1985 fundó la banda de thrash metal Purgatory, que rápidamente cambió de nombre, convirtiéndose en Iced Earth, en la que es el principal compositor. Schaffer incluso canta en algunas canciones de Iced Earth, como "Stormrider" y "God of Thunder", una versión de Kiss.
El músico también formaba parte de la banda Demons & Wizards, un proyecto junto al vocalista de Blind Guardian, Hansi Kürsch.
En 2013 colaboró con la banda siria de thrash metal Anarchadia en la canción «True World Order», de su disco Let Us All Unite. Ha colaborado también en otros proyectos como Sons of Liberty y en 2018 publicó un EP con la agrupación Jon Schaffer's Purgatory, un proyecto personal del guitarrista.

### Influencias
Las principales influencias de Schaffer son los grupos Iron Maiden, AC/DC, Alice Cooper, Kiss, Judas Priest, Black Sabbath y Blue Öyster Cult. Su álbum favorito es The Number of the Beast de Iron Maiden, del cual Iced Earth grabó dos covers en su álbum Tribute to the Gods.

## Controversia

### Asalto al Capitolio
Schaffer fue visto y fotografiado el 6 de enero de 2021 durante el Asalto al Capitolio de los Estados Unidos. Se presentó en el sitio con una gorra del grupo paramilitar ultraderechista Oath Keepers. El músico ha declarado ante la prensa en numerosas ocasiones que es un fiel seguidor del gobierno de Donald Trump, así como de algunas de las políticas del Tea Party Movement.
Al comprobarse su participación en el asalto, fue requerido por las autoridades, entregándose por su propia voluntad el 17 de enero de 2021. Según un comunicado del FBI, el músico enfrenta seis cargos, entre ellos el de violencia física por rociar con spray repelente para osos a algunos agentes de policía.

## Discografía

### Con Iced Earth
- Iced Earth (1990)
- Night of the Stormrider (1991)
- Burnt Offerings (1995)
- The Dark Saga (1996)
- Something Wicked This Way Comes (1998)
- Horror Show (2001)
- The Glorious Burden (2004)
- Framing Armageddon: Something Wicked Part 1 (2007)
- The Crucible of Man: Something Wicked Part II (2008)
- Dystopia (2011)
- Plagues of Babylon (2014)
- Incorruptible (2017)

### Con Demons & Wizards
- 2000: Demons & Wizards
- 2005: Touched by the Crimson King
- 2020: III

### Con Sons of Liberty
- 2009: Brush-fires of the Mind

### Con Jon Schaffer's Purgatory
- 2018: Purgatory (EP)